# 데키무스 유니우스 유베날리스

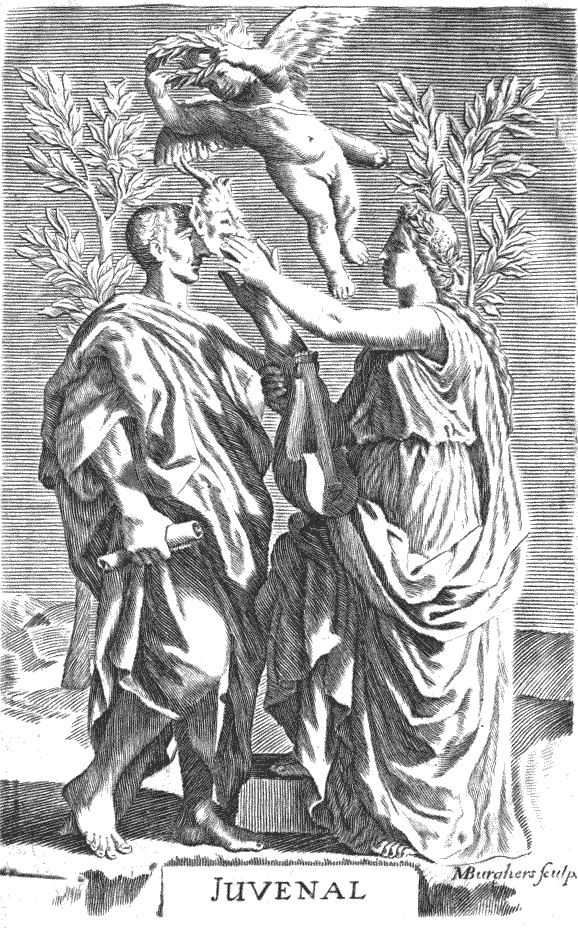

데키무스 유니우스 유베날리스(라틴어: Decimus Iunius Iuvenalis 데키무스 유니우스 유웨날리스[*], 영어: Juvenal, 55년 ~ 140년)는 1세기 후반에서 2세기 초반에 활동한 고대 로마의 시인이다. 도미티아누스 황제를 비롯해 수많은 황제들과 로마의 귀족들, 당시의 사회상에 대한 통렬하지만 유쾌한 풍자시로 유명하며 당시의 라틴 문학은 물론 후대의 풍자작가들에 많은 영향을 끼쳤다.

## 생애
유베날리스의 생애에 대하여는 확실한 근거를 가진 사료가 별로 없다. 그에 관한 전기도 상당수는 유베날리스가 죽은 지 오랜 시간이 지난후에 쓰여진것으로 보인다. 단지 그의 풍자시에서 단편적으로 유베날리스의 삶을 유추할 수 있다.

## 풍자시집
유베날리스의 풍자시집은 모두 16편으로 알려져있고 다섯권의 책으로 나뉘어 있다.
- 제1권 : 풍자시 1-5 편
- 제2권 : 풍자시 6편
- 제3권 : 풍자시 7-9편
- 제4권 : 풍자시 10-12편
- 제5권 : 풍자시 13-16편 (풍자시 16편은 미완성인채로 남아있음)